# Flexibilitat laboral
La flexibilitat laboral, flexibilització laboral o desregulació del mercat de treball fa referència a la fixació d'un model regulador flexible per al maneig dels drets laborals a l'interior de les empreses i organitzacions privades. L'aplicació de la flexibilitat laboral requereix un procés de desregulació del mercat laboral que usa de referent la llibertat de contractació i el contracte de treball, per a flexibilitzar els antics mecanismes aconseguits pels sindicats el segle xx, esperant amb això mantenir el creixement de tot el sector privat. Es permet així millorar els serveis, majors oportunitats a les empreses i a les persones, al món globalitzat on les estructures rígides i les legislacions voluminoses i complexes resultarien impediments a ser superats darrere major llibertat per a la població econòmicament activa.
Els mecanismes de flexibilització laboral s'han enfocat en la generació d'ocupació a través de la reducció del cost de la mà d'obra o del temps de jornada o de contractació. En tant s'assenyala, des de l'anàlisi econòmica del dret i altres fonts afins, que manca de sentit establir múltiple drets en favor de cada vegada menys persones, engendrant privilegis dels quals sol algunes persones gaudeixen justament (ex. sindicats) i que no beneficiarien en aquests temps a la major part d'ocupadors i treballadors. A la vegada aquest estalvi permet generar a les empreses un augment de la seva productivitat i, com a conseqüència, generar més places de treball, el que a la llarga tindria com a conseqüència l'increment de l'ingrés i el temps lliure.
El procés de flexibilitat actual és paral·lel al pas cap a una economia post-industrialista i digital, on les fonts d'ocupació potencialment es diversifiquen i pluralitzen, sempre que existeixin les facilitats per desenvolupar-les. De la mateixa forma els problemes associats a la desregulació del mercat laboral prové de debilitats de les estructures jurídiques on s'aplica, que permeten treure avantatges més enllà del contracte o acord establert, la qual cosa torna necessària la consolidació de la seguretat jurídica com a pilar d'una economia de mercat.

## Mecanismes
Aquest fenomen seria visible en la tendència al treball per comissió, la contractació per hora, la subcontractació, el treball temporal, l'autoocupació, etc.
A aquesta sèrie de transformacions en els mecanismes de producció se la identifica en el seu origen amb el "toyotisme", en relació amb la planta japonesa d'automòbils que va superar el model fordista de producció a finals dels 70. Les seves principals característiques són:
- Alta rotació en els llocs de treball/rols.
- Estímuls socials a través del foment del treball en equip i la identificació entre cap-subaltern.
- Sistema just in time; que revalora la relació entre el temps de producció i la circulació de la mercaderia a través de la lògica de menor activitat obrera a la cadena productiva i un accelerament de la demanda que apropa a l'"estoc 0" i permet prescindir de la bodega i els seus alts costos per concepte d'emmagatzematge.
- Reducció de costos de planta que permet traspassar aquesta baixa al consumidor i augmentar progressivament el consum en les diferents classes socials.